# 셰이크 러셀 KC
셰이크 러셀 KC는 방글라데시의 축구단이다. 현재 방글라데시 프리미어리그에 참가하고 있다.

## 우승
- 방글라데시 프리미어리그: 2012–13
- 방글라데시 페더레이션컵: 2012
- 방글라데시 인디펜던스컵: 2012–13

## 선수 명단

### 현역
참고: FIFA 자격 규정에 따라 소속된 국가대표팀 국기를 표시합니다. 선수는 복수의 FIFA 비회원국 국적을 가지고 있을 수 있습니다.
| 번호 | 포지션 | 국적       | 이름              |
| ---- | ------ | ---------- | ----------------- |
| 1    | GK     | 방글라데시 | 미툴 마르마       |
| 24   | MF     | 방글라데시 | 디폭 로이         |
| 44   | DF     | 우크라이나 | 발레리 스테파넨코 |
| 45   | FW     | 기니       | 세쿠 실라         |

| 번호 | 포지션 | 국적         | 이름                    |
| ---- | ------ | ------------ | ----------------------- |
| 67   | MF     | 우즈베키스탄 | 아크로르 우마르요노프   |
| 95   | MF     | 세르비아     | 보이슬라브 발라바노비치 |

## 역대 감독
| 감독                    | 임기   |
| ----------------------- | ------ |
| 유고슬라프 트렌쵸프스키 | 2023 ~ |

틀:셰이크 러셀 KC 선수 명단